# 恐怖の白ネズミ
『恐怖の白ネズミ』(The Missing Mouse)は、「トムとジェリー」の作品の一つ。日本においては2004年1月1日以降パブリックドメインである。

## スタッフ
- 監督 - ウィリアム・ハンナ、ジョセフ・バーベラ
- 製作 - フレッド・クインビー
- 共同製作 - ウィリアム・ハンナ（クレジット無し）
- 脚本 - ウィリアム・ハンナ、ジョセフ・バーベラ（全員クレジット無し）
- 原画 - ケネス・ミューズ、エド・バージ、レイ・パターソン、アーヴン・スペンス
- レイアウト - リチャード・ビッケンバック（クレジット無し）
- 背景 - ロバート・ジェントル
- 音楽 - エドワード・プラム、スコット・ブラッドリー（冒頭のテーマのみ、クレジット無し）
- 彩色プロセス - テクニカラー
- 録音プロセス - ウェスタン・エレクトリック
- 制作 - メトロ・ゴールドウィン・メイヤー・カートゥーン・スタジオ（英語版）
- 配給 - メトロ・ゴールドウィン・メイヤー、ロウズ・シアター

## 作品内容
冷蔵庫の中を漁っていたジェリーはいつものようにトムにからかわれ、逃げた拍子に壁に激突。その衝撃で倒れた白い靴墨を浴び、体が白く染まってしまった。
一方、トムはラジオの音楽を聞きながら雑誌を読んでいると、ラジオが臨時ニュースに切り替わる。
| 「 | 研究施設から白ネズミが逃げ出しました。この白ネズミは街中を吹き飛ばす威力を持つ高性能の爆薬を飲み込んでいます。 ちょっとした衝撃で爆発する危険性がありますのでどうかお気を付け下さい！ | 」 |

トムは困惑して戸締りを厳重にする。一方、同じようにそのニュースを聞いていたジェリーは自身が白く染まっているのをいいことに、例の白ネズミのふりをする。わざとらしくトムの前に現れ、怯えるトムに対して高所から飛び降りたり、わざと身体を強打するなど、爆発をほのめかす行動をとって散々トムをからかう。
しかし調子づいて飛び跳ねていたジェリーは、水を張った流し台に落ちたことで靴墨が流れ落ち、トムに正体がばれてしまう。正体を知ったトムは、ジェリーを家から蹴り出して追い出す。
しかしその隙に、本物の白ネズミが家に侵入する。そんな事とはつゆ知らずトムがリビングに戻ると、そこにはクルミを割って食べる白ネズミが。「ジェリーがまた化けている」と勘違いしたトムは、ハンマーで殴りかかって避けさせ続けた隙に捕まえ、水で洗って無理矢理「色」を落とそうとするが全く落ちない。窓際には「ボクはここだよ！」と手を振るジェリーの姿が。
ようやく本物の白ネズミだと気付いたトムは恐怖に震えながら施設へ連絡しようとするが、再度ラジオのニュースが流れてきた。
| 「 | 研究施設からの発表によりますと、白ネズミが飲み込んだ爆薬に危険性はないとの事です。 白ネズミが爆発することはありませんのでご安心ください！ | 」 |

これを聞いたトムの態度は一変。白ネズミを掴み上げると、ジェリーを追い出したときと同じように、白ネズミの尻尾を摘み上げて勢いよく蹴り上げた。しかしその瞬間閃光が走り、最初のニュース通りに白ネズミは大爆発を起こしてしまう。
街が丸ごと瓦礫の山と化した中、未だに動き続けるラジオが繰り返し「白ネズミが爆発することはないのでご安心ください」と告げる。瓦礫の山から首を出したトムは、「この大嘘つきめが…!」としゃがれ声で叫ぶのであった。

## 登場キャラクター
トム
「高性能爆薬を読み込んだ白ネズミが実験研究所より脱走した」旨をラジオニュースで知り戸締りを厳重にするが、白ネズミになりすましたジェリーに振り回されてしまう。後に本物の白ネズミと遭遇し酷く狼狽えるが「白ネズミは爆発しない」旨をラジオニュースで知り白ネズミを蹴った結果、街一帯が吹き飛んでしまい、「大ウソつき!」と叫んだ。
ジェリー
爆薬入り白ネズミが脱走した旨を知ると、自ら靴墨で白ネズミに変装してトムを散々脅かす。だが流し台に落ちたことで正体がばれ、自身はトムに追い出されてしまう。白ネズミ爆発後の安否は不明。
白ネズミ
高性能爆薬を飲み込んで実験研究所より脱走し、ジェリーと入れ替わりにトムの家へ迷い込む。体色以外はジェリーによく似ている。ラジオで当初「白ネズミが爆発する危険がある」と報じられ、後に「爆発の心配なし」と続報が入ったが、実際はトムに蹴られた際に大爆発し、家を街ごと吹き飛ばした。安否は不明（自爆と考えると消滅死したと推測できる）。